# Bourogne
Bourogne es una comuna francesa situada en el departamento del Territorio de Belfort, de la región de Borgoña-Franco Condado.
Los habitantes se llaman Bourignais.

## Geografía
Está ubicada a orillas del río Bourbeuse, a 9 km al sureste de Belfort a misma distancia de importantes núcleos urbanos como Héricourt o Montbéliard, está considerada lugar fronterizo por su proximidad con Suiza.
La localidad presenta una zona industrial y numerosos artesanos.

## Historia
La historia y el desarrollo de Bourogne están vinculados a su posición geográfica, que ha hecho que fuera un lugar de paso frecuentado desde tiempos remotos. En efecto, numerosas excavaciones efectuadas en las inmediaciones del cementerio y vestigios de alfarería u otros utensilios confirman que el asentamiento humano está presente desde la prehistoria (final del período de bronce o principios de la edad de hierro).
En la época galorromana, una sección de la carretera militar de Mandeure en el Rin (Augusta Rauricorum) se desviaba y cruzaba el pueblo, sobre el lugar donde actualmente se encuentra emplazada la iglesia de Bourogne. 
Durante el período merovingio (siglos VI-VII), la zona estuvo ocupada por la tribu burg, y contaba con una plaza fuerte defensiva y un importante cementerio que contenía 214 sepulturas, cuyos esqueletos se orientaban según el eje del curso del sol, con la cabeza al este y los pies al oeste. 
En la Edad Media, Bourogne se encontraba bajo el control de la familia de Neuchâtel y en una delicada situación. Atravesada por el llamado río Fangoso, constituía la frontera entre  los señoríos de Alta Alsacia y Montbéliard: la orilla izquierda dependía de la Abadía de Murbach, administrada por el Landgraves de Alta Alsacia, y la derecha de los condes de Montbeliard. Esta situación perduró hasta el siglo XIV, en que parte de esta tierra fue vendida pasando a la Casa de Ferrette y posteriormente a la Casa de Austria, que la conservó hasta mediados del siglo XVII en que fue cedida en feudo a Hamann de Brinighoffen. A raíz de la firma del Tratado de Westfalia (1648), que puso fin a la Guerra de los Treinta Años, pasaron a dominio real francés los tres obispados de Metz, Toul y Verdún, Alsacia (de la que Bourogne y su región forman parte) y Pignerol (en Italia).
En el siglo XIX, la localidad, hasta esa fecha eminentemente rural, experimentó un fuerte impulso económico como consecuencia de dos hechos: la excavación del canal del Ródano en el Rin, que le dio un puerto fluvial, y la llegada de las vías de ferrocarril, que la conectaron con  París y Dijon. 
También en ese siglo, a finales de los Cien Días, en 1815, se produjo el enfrentamiento entre las tropas del 8.º Cuerpo de observación del Jura bajo el mando del general Claude Jacques Lecourbe y el ejército austríaco.

## Lugares de interés
- La iglesia de San Martín (siglo XVIII).
- Necrópolis burg; los objetos (alfarería, armas, joyas) se encuentran en el museo de Belfort

## Hermanamientos
- Lao (Burkina Faso)

## Demografía
| 838 | 845 | 906 | 1 216 | 1 353 | 1 422 | 1 887 | 1 924 | 1 896 |
| Para los censos de 1962 a 1999 la población legal corresponde a la población sin duplicidades (Fuente: INSEE [Consultar]) |     |     |       |       |       |       |       |       |